# Рубцов, Максим Витальевич
Максим Витальевич Рубцов (9 июля 1977, Брянск, СССР) — российский флейтист, педагог, солист Российского национального оркестра. Заслуженный артист Российской Федерации (2020).

## Биография
Родился 9 июля 1977 года в Брянске. Начал заниматься музыкой в возрасте пяти лет, помимо музыки также интересовался народными танцами и с семи лет участвовал в постановках Игоря Моисеева. Игре на флейте сперва обучался в Детской школе искусств № 1 им. Т. П. Николаевой (Брянск), где преподавала его мать. Окончил МССМШ им. Гнесиных (класс Н. И. Кондрашова), Московскую консерваторию и аспирантуру (по классу флейты профессора Ю. Н. Должикова).

## Творческая деятельность
В 1999 году Рубцов начал работать в Российском национальном оркестре, в 2003 назначен концертмейстером группы флейт.
По приглашению американского дирижёра Майкла Тилсона Томаса в июле 2002 года играл в Симфоническом оркестре Сан-Франциско на Фестивале русского искусства. Вместе с партнерами по Духовому квинтету РНО записал компакт-диск и гастролировал в Европе, Азии и США.
В декабре 2003 года флейтист исполнил сольную партию Музыканта в театрализованной симфонической сказке Джона Корильяно «Повелитель крыс», премьера которой прошла в Концертном зале им. П. И. Чайковского в Москве. Его работу высоко оценила как публика, так и сам композитор. Двумя годами позднее исполнитель участвовал в постановке «Повелителя крыс» в Мурсии (Испания).
Один из основателей Духового квинтета Российского национального оркестра (2000), с 2009 года является его руководителем. Вместе с партнерами по Квинтету записал компакт-диск, гастролировал в Европе, Азии и США, стал победителем Международного конкурса-фестиваля камерной музыки в Осаке (2005).
Помимо работы в оркестре Максим Рубцов ведет интенсивную сольную и камерную деятельность. Выступает с пианистами М. Плетнёвым и Ф. Шлиме, джазовыми музыкантами братьями Брубек и другими солистами и ансамблями в Москве, Лондоне, городах России, Испании, США. В октябре 2008 года провёл серию сольных концертов для детей в Брянской филармонии. Сотрудничает с мастерами классического балета и современного танца в России и за рубежом.
В августе 2011 года американская звукозаписывающая компания Blue Griffin Recording выпустила сольный диск музыканта «Русский романс» («Russian Romance»). На этом диске звучат произведения русских и советских композиторов в исполнении Максима Рубцова и пианиста Сергея Квитко, выступившего также в качестве продюсера этой записи.

## Награды
- В 2020 году присвоено звание заслуженного артиста Российской Федерации (8 июня 2020 год) — за большой вклад в развитие отечественной культуры и искусства, многолетнюю плодотворную деятельность[7].